# Werbecomic
Ein Werbecomic ist ein zu Werbezwecken eingesetztes und meist kostenlos verteiltes Comicheft. Auch Anzeigen in Comicform werden mitunter so bezeichnet.
Die bekanntesten Werbecomic-Reihen dienen meist weniger dazu, auf ein bestimmtes Produkt aufmerksam zu machen, sondern vor allem der Kundenbindung. Das eigentliche Produkt wird dabei oft nur am Rande erwähnt.

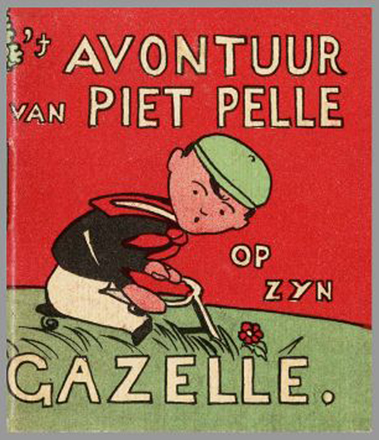
Buchcover von ’t Avontuur van Piet Pelle op zyn Gazelle aus dem Jahre 1912

Bekannte Werbecomics sind unter anderem
- Piet Pelle (seit 1912, niederl. Fahrradhersteller Gazelle)
- Darbohne (seit 1927, J. J. Darboven)
- Globi (seit 1932, Globus)
- Lurchis Abenteuer (Salamander, seit 1937)
- Ringgi und Zofi (1948–1994, Verlag Ringier, Zofingen)
- Eisenbahn-Kinderzeitung (1952–1959), Pressezentrum der Deutschen Bundesbahn
- Knax (Sparkasse, seit 1974)
- Max und Baxi (Techniker Krankenkasse, 1977–1989)
- Mike (Volksbank, 1978–2007, 175 Ausgaben)
- Max & Luzie (Allianz, 1983–2002, 74 Ausgaben)
- Berry der Plantagenbär (Kaba, 1985–1990, 45 Ausgaben)
- Provi Stars (Provinzial Versicherung, 1978–1998)
- Schnuppi’s Abenteuer (C&A, 1980er–1990er)